# 永順控股香港
永順控股香港有限公司，簡稱永順控股香港（英語：WINSON HOLDINGS HONG KONG LIMITED，港交所：6812），在1983年，由主席施維進及其配偶，於總部香港成立，名為「永順清潔服務有限公司」。
業務在香港經營從事提供環境衛生服務及航空餐飲支持服務。
股份在2017年3月16日，於港交所創業板上市，當時代碼為8421.HK，配售股份價格為0.4至0.5港元，配售股份數目為1.5億股，而集資額為4550萬港元，而曾在2016年7月中計劃上市，但後來因事故而延誤。
2020年6月11日轉往主板上市。

## 外部連結
- winsongrouphk.com （页面存档备份，存于）